# Tim Foncke
Tim Foncke (Aalst, 29 augustus 1978) is een Vlaamse schrijver en ex-komiek.

## Biografie
Na mislukte studies Germaanse Talen en film ging Foncke als rekkenvuller in een supermarkt werken. In dezelfde periode begon hij brieven te schrijven aan mensen uit zijn omgeving. Een van deze brieven was gericht aan een collega en leidde tot zijn ontslag in de supermarkt. Vervolgens begon hij op te treden als stand-upcomedian. Hij was onder meer te zien in de tv-programma's Comedy Casino en Mag ik u kussen? en in het voorprogramma van Freddy De Vadders voorstelling Icoon. Met Joost Vandecasteele, Bert Gabriëls en Seppe Toremans vormde hij het comedycollectief De Troepen.  
Najaar 2009 verscheen bij uitgeverij Thomas Rap Fonckes brievenboek De geachten. Bij de Hof van Jan volgde de bibliofiele bundel Het leven is goed als je niet deelneemt. Beide brievenboeken zorgden voor ophef: geadresseerden dienden klacht in tegen de schrijver, wat ertoe leidde dat hij veroordeeld werd tot een voorwaardelijke gevangenisstraf en morele schadevergoedingen. Door het hof van beroep werd hij over de hele lijn vrijgesproken.  
In 2012 en 2013 werkte Foncke als redacteur en tekstschrijver mee aan Superstaar, een tv-programma van Gunter Lamoot. In 2014 ging hij op tournee met Herman Brusselmans onder de titel God is klein geschapen. De gelijknamige roman verscheen voorjaar 2016 bij Lebowski Publishers.  
Met tekenaar Glenn D'Hondt maakte Foncke cartoons onder het pseudoniem Norman. In 2012 en 2013 verscheen wekelijks een prent in P-magazine. Toen hoofdredacteur Patrick De Witte plots overleed, hield het duo ermee op.    
Met Piet De Praitere, Christophe Vekeman en Joke Van Caesbroeck vormt Foncke het literair livecollectief Moedig achterwaarts. 

## Ander werk
- Een dorp tussen twee vrouwen (toneelstuk in opdracht van Toneelatelier Aalst voor Theater in de stad 2017)
- Het lid en andere lui voor lul (idem, 2019)

- Gemeinsame Normdatei: 140149678
- International Standard Name Identifier: 0000 0000 7650 4732
- Library of Congress Control Number: no2016103159
- Nederlandse Thesaurus van Auteursnamen: 322713595
- Virtual International Authority File: 103698845